# وينفيلد إس. كونينغهام
وينفيلد إس. كونينغهام (بالإنجليزية: Winfield S. Cunningham)‏ هو ضابط أمريكي، ولد في 16 فبراير 1900 في ويسكونسن في الولايات المتحدة، وتوفي في 3 مارس 1986 في ممفيس في الولايات المتحدة.